# Exoftalmia
La exoftalmia (del griego εξ-, ex, "fuera"; y ὀφθαλμός, "ojo"), también llamada proptosis, protrusio bulbi u oftalmoptosis, es la propulsión notable del globo ocular de la cavidad orbitaria que lo contiene.

## Causas
Además de la enfermedad de Graves-Basedow (el bocio exoftálmico) que provoca este síntoma, la exoftalmia puede producirse por otras causas patológicas: lesiones traumáticas de las paredes orbitarias, tumores o abscesos de la pared retro ocular de la cavidad orbitaria (que empujan el ojo hacia delante), aumento del volumen del globo ocular por causas diversas, etc. La exoftalmia puede ser unilateral o bilateral:
- Exoftalmia unilateral. Es poco común y se ven en la enfermedad de Osler, adenoma hipofisiario o una hendidura esfenoidal.
- Exoftalmia bilateral. Hace sospechar hipertiroidismo ya mencionado.